# Саратовська сільська рада (Рубцовський район)
Сара́товська сільська рада (рос. Саратовский сельский совет) — сільське поселення у складі Рубцовського району Алтайського краю Росії.
Адміністративний центр та єдиний населений пункт — село Саратовка.

## Населення
Населення — 455 осіб (2019; 604 в 2010, 859 у 2002).